# Hugo Claus
Hugo Maurice Julien Claus (Brugge, Belgium, 1929. április 5. – Antwerpen, 2008. március 19.) flamand regényíró, költő, színműíró és filmrendező. Az egyik legfontosabb kortárs belga szerzőként tartják számon.
Dorothea van Male álnéven jelentette meg Schola Nostra (1971) című regényét. Használta még a Jan Hyoens és a Thea Streiner álneveket is. 1983-ban jelent meg talán leghíresebb könyve, a Het verdriet van Belgie (magyarul: Belgium bánata, 2011).
Claus több ezer oldal verset, több mint hatvan színművet és több mint húsz regényt, számos esszét, filmszöveget, librettót és fordítást írt. Drámaíróként 35 saját művet írt, és 31 művet fordított le idegen nyelvről. Fordításai angol, görög, latin, francia, spanyol és holland színműveket, regényeket tartalmaznak.
Hugo Claus sok éven át volt állandó Nobel-díj jelölt. Ő maga feladta a reményt, hogy bármikor is megkapja ezt a díjat.

## Élete
Hugo Claus Jozef (Joseph) Claus nyomdász, és Germaine Vanderlinden legidősebb fia. Három öccse Guido (1931-1991), Odo (sz. 1934) és Johan (sz. 1938).
1953 februárjától 1955 elejéig Olaszországban élt. Barátnője, Elly Overzier (sz. 1928), akivel 1955. május 26-án összeházasodtak, itt játszott egy új filmben.

## Magyarul
- Mendemondák; ford. Gera Judit; Európa, Bp., 2000
- Belgium bánata; ford., jegyz. Wekerle Szabolcs; L'Harmattan, Bp., 2011 (Valahol Európában)

## Díjak
- 1952 – Arkprijs van het Vrije Woord a De Metsiers-ért
- 1964 – August Beernaertprize a De verwondering – ért
- 1965 – Henriëtte Roland Holst-díj összes színművéért
- 1967 – Edmond Hustinxprize összes színművéért
- 1979 – Constantijn Huygensprize
- 1985 – Cestoda-prize
- 1986 – Herman Gorterprize az Alibi-ért
- 1986 – Prijs der Nederlandse Letteren
- 1994 – Prijs voor Meesterschap
- 1994 – VSB Poëzieprize for De Sporen
- 1997 – Libris Literatuurprize a De geruchten-ért
- 1998 – Aristeion Prize

## Külső hivatkozások
- Study and Documentation Centre Hugo Claus – Antwerpeni Egyetem